# Liga Portuguesa de Basquetebol de 2019–20
A Liga Portuguesa de Basquetebol de 2019–20, também conhecida por LPB Placard por razões de patrocínio, foi a 87.ª edição da maior competição de clubes portugueses de basquetebol masculino. Foi a 12.ª temporada desde que foi renomeada para Liga Portuguesa de Basquetebol (LPB).

## Alterações
Esta edição da Liga Portuguesa marca o regresso do Sporting ao escalão máximo após 24 anos de ausência, após uma proposta por parte do clube para entrar diretamente na 1º divisão do basquetebol nacional que foi aceite por parte dos restantes clubes.
Será disputada por 14 equipas, conforme confirmou a Federação Portuguesa de Basquetebol (FPB) em comunicado. Além dos leões, sobem duas formações da Proliga de 2018–19 e apenas é despromovido um emblema da LPB de 2018-19.

## Participantes
Após o término da época 2018–19, o clube Imortal BC foi relegado para a Proliga, ao mesmo tempo que os clubes Barreirense e Maia BC foram promovidos para disputarem a Liga Portuguesa de Basquetebol de 2019–20.
| Equipa               | Localização         | Pavilhão                                             |
| -------------------- | ------------------- | ---------------------------------------------------- |
| Ovarense Gavex       | Ovar                | Arena Dolce Vita                                     |
| Barreirense/Optimize | Barreiro            | Pavilhão Municipal Luís de Carvalho                  |
| CAB Madeira          | Funchal             | Pavilhão do CAB                                      |
| Esgueira/Aveiro/OLI  | Esgueira            | Pavilhão Clube do Povo de Esgueira                   |
| FC Porto             | Porto               | Dragão Caixa                                         |
| Galitos              | Barreiro            | Pavilhão Municipal Luís de Carvalho                  |
| Illiabum             | Ílhavo              | Pavilhão Municipal Capitão Adriano Nordeste          |
| Maia BC              | Maia                | Pavilhão Nortecoope                                  |
| SC Lusitânia         | Angra do Heroísmo   | Pavilhão Municipal de Desportos de Angra do Heroísmo |
| SL Benfica           | Lisboa              | Pavilhão da Luz Nº 1                                 |
| Sporting CP          | Lisboa              | Pavilhão João Rocha                                  |
| Terceira BC          | Angra do Heroísmo   | Pavilhão do Complexo Desportivo Tomás de Borba       |
| UD Oliveirense       | Oliveira de Azeméis | Pavilhão Doutor Salvador Machado                     |
| Vitória SC           | Guimarães           | Pavilhão Unidade Vimaranense                         |

## Formato competitivo
Na fase regular, as doze equipas classificadas por direito desportivo jogam em duas voltas, como visitante e em casa, as seis melhores equipas desta fase jogam a segunda fase entre si em duas voltas para apurar as colocações que determinarão os confrontos dos playoffs. As outras seis equipas disputam duas outras vagas aos playoffs, sendo que as duas piores classificadas são relegadas à Proliga da temporada seguinte.
Na fase de playoffs as duas equipas classificadas pelo Grupo B são consideradas 7.ª e 8.ª colocadas para fim de confrontos. As séries eliminatórias são em melhor de 5.

## Temporada regular

### Classificação Temporada Regular
| Pos. | Clube                | Pts | J  | V  | D  | PM    | PS   | Dif  | Classificação             |
| ---- | -------------------- | --- | -- | -- | -- | ----- | ---- | ---- | ------------------------- |
| 1    | Sporting CP          | 43  | 22 | 21 | 1  | 2055  | 1545 | 510  | Playoffs                  |
| 2    | Sport Lisboa Benfica | 42  | 22 | 20 | 2  | 1976  | 1562 | 414  | Playoffs                  |
| 3    | FC Porto             | 40  | 22 | 18 | 4  | 1906  | 1649 | 257  | Playoffs                  |
| 4    | UD Oliveirense       | 36  | 21 | 14 | 8  | 1846  | 1663 | 183  | Playoffs                  |
| 5    | Vitória SC           | 36  | 22 | 14 | 8  | 1796  | 1726 | 70   | Playoffs                  |
| 6    | Galitos Barreiro     | 33  | 22 | 11 | 11 | 1821  | 1804 | 17   | Playoffs                  |
| 7    | CAB Madeira          | 32  | 22 | 10 | 12 | 1742  | 1829 | -87  | Playoffs                  |
| 8    | Esgueira/Aveiro/OLI  | 31  | 22 | 9  | 13 | 1.743 | 1688 | 55   | Playoffs                  |
| 9    | SC Lusitânia/Expert  | 31  | 22 | 9  | 13 | 1.729 | 1847 | -118 | Playoffs de rebaixamento  |
| 10   | Ovarense Gavex       | 31  | 22 | 9  | 13 | 1.699 | 1786 | -87  | Playoffs de rebaixamento  |
| 11   | Barreirense/Optimize | 29  | 22 | 7  | 15 | 1.662 | 1882 | -220 | Playoffs de rebaixamento  |
| 12   | Illiabum Clube       | 28  | 22 | 6  | 16 | 1.666 | 1758 | -92  | Playoffs de rebaixamento  |
| 13   | Maia Basket Clube    | 28  | 22 | 6  | 16 | 1.703 | 1916 | -213 | Rebaixados para a ProLiga |
| 14   | Terceira BC          | 22  | 22 | 0  | 22 | 1.570 | 2259 | -689 | Rebaixados para a ProLiga |

### Resultados
| Casa\Visitante       | OVA    | BAR    | CAB     | ESG    | FCP    | GAL   | ILL    | MAI    | LUS    | BEN    | SPO    | TER    | OLI    | VIT   |
| -------------------- | ------ | ------ | ------- | ------ | ------ | ----- | ------ | ------ | ------ | ------ | ------ | ------ | ------ | ----- |
| Ovarense Gavex       |        |        | 91-73   |        | 88-84  | 74-73 | 91-87  | 79-60  | 76-70  | 81-90  | 70-93  | 91-57  |        |       |
| Barreirense/Optimize | 91-80  |        | 105-100 | 61-78  | 77-85  |       |        | 107-79 | 87-75  | 49-95  | 45-93  |        | 80-89  | 72-73 |
| CAB Madeira          | 81-76  | 87-71  |         | 88-91  | 59-85  | 82-72 | 66-69  | 76-68  |        |        |        | 88-78  | 84-82  | 82-94 |
| Esgueira/Aveiro/OLI  | 87-59  |        | 82-85   |        | 73-76  |       |        |        | 70-73  | 76-84  | 78-90  | 76-69  | 69-78  | 57-65 |
| FC Porto             | 89-87  | 97-76  |         | 76-70  |        | 85-69 |        | 102-80 | 85-64  | 87-79  | 78-89  | 92-65  |        | 99-86 |
| Galitos Barreiro     | 92-73  | 86-83  | 92-72   | 78-79  | 73-93  |       | 81-78  | 92-87  | 96-70  | 83-94  | 72-81  | 96-94  |        |       |
| Illiabum             | 76-67  | 69-82  | 66-73   | 77-88  | 63-84  | 85-90 |        | 93-60  | 78-83  | 63-72  |        | 89-63  |        | 64-77 |
| Maia BC              | 69-90  | 93-70  | 75-79   | 87-84  | 57-103 | 78-88 | 76-72  |        |        | 68-99  | 85-97  | 114-68 | 73-95  |       |
| SC Lusitânia         |        | 89-58  | 86-83   | 59-91  | 75-96  | 80-90 | 106-79 | 87-90  |        | 60-103 | 82-94  | 96-71  | 80-69  | 79-92 |
| SL Benfica           |        | 101-74 | 114-60  |        | 80-69  | 85-82 | 75-52  |        |        |        | 85-79  | 111-58 | 77-67  | 78-76 |
| Sporting CP          | 108-56 |        | 76-62   | 86-68  |        | 91-69 | 102-55 | 89-76  | 91-65  | 81-75  |        | 114-57 | 94-70  | 89-83 |
| Terceira BC          | 79-111 | 75-89  | 74-100  | 80-112 |        | 62-88 | 74-125 | 86-98  | 88-111 | 69-131 | 58-119 |        | 71-110 |       |
| UD Oliveirense       | 87-69  | 89-67  | 97-83   | 88-82  | 71-81  | 85-78 | 78-83  | 74-63  | 92-70  | 75-84  |        |        |        | 90-63 |
| Vitória SC           | 75-71  | 73-69  | 85-79   | 85-72  | 78-82  | 93-81 |        | 86-67  | 68-69  | 83-90  | 89-102 | 98-74  | 85-79  |       |

## Clubes de Portugal em competições internacionais
| Clube   | Competição        | Resultado                                                  |
| ------- | ----------------- | ---------------------------------------------------------- |
| Benfica | Liga dos Campeões | Eliminado 2º Ronda de Classificação por Mornar Bar (2v-2d) |
| Benfica | Copa Europeia     | Eliminado na 2ª Fase (3º colocado no Grupo I com 3v - 3d)  |